# San Juan Opico
Opico (San Juan Opico) – miasto w zachodnim Salwadorze, położone w północnej części departamentu La Libertad. Ludność (2007): 45,0 tys. (miasto), 74,3 tys. (gmina).
W mieście działa klub piłkarski Juventud Independiente, który rozgrywa swoje mecze na stadionie Complejo Municipal.